# Winchester (Manitoba)
Pour les articles homonymes, voir Winchester.
Winchester est une municipalité rurale du Manitoba située au sud-ouest de la province et est limitrophe avec le Dakota du Nord au sud. En 2006, sa population s'établissait à 594 personnes.

## Géographie
Selon Statistique Canada, la municipalité rurale s'étend sur un territoire de 725,58 km² (280,58 sq mi). Une petite partie du parc provincial de Turtle Mountain se situe dans le sud-est du territoire de la municipalité rurale.

## Villages
La communauté suivante se situe sur le territoire de la municipalité rurale:
- Dand

Ainsi que la ville suivante:
- Deloraine

## Référence
- (en) Cet article est partiellement ou en totalité issu de l’article de Wikipédia en anglais intitulé « Rural Municipality of Winchester » (voir la liste des auteurs).